# Cumoechus insignis
Cumoechus insignis är en kräftdjursart som beskrevs av Hansen 1916. Cumoechus insignis ingår i släktet Cumoechus, ordningen gråsuggor och tånglöss, klassen storkräftor, fylumet leddjur och riket djur.
Artens utbredningsområde är havet kring Island. Inga underarter finns listade i Catalogue of Life.